# Martorul știe mai mult
Martorul știe mai mult (în engleză Love and Bullets) este un film de acțiune britanico-american din 1979, regizat de Stuart Rosenberg⁠(d) după un scenariu scris de Wendell Mayes⁠(d) și cu Charles Bronson în rol principal.
Filmul trebuia să fi fost regizat inițial de John Huston și au fost publicate reclame în revista Variety pentru a promova acest fapt. Se pare că Huston a filmat câteva scene, dar a părăsit platoul după unele neînțelegeri cu producătorii. Regizorul veteran a fost înlocuit cu Stuart Rosenberg, care a preluat regia acestei producții. Filmul rezultat a avut parte de recenzii aproape unanim slabe.

## Rezumat
Șeful mafiot Joe Bomposa s-a mutat recent în orașul Phoenix și a preluat controlul asupra traficului de droguri, extorcării de fonduri, prostituției și altor activități ilegale. Activitatea lui este supravegheată de trei agenții guvernamentale diferite, care încearcă să-l prindă în flagrant și să-l aresteze. Cu toate acestea, încercările de trimitere în judecată a lui Bomposa s-au soldat până acum cu eșec, ca urmare a faptului că avocatul său personal, Louis Monk, a reușit să găsească lacune în lege care să-l exonereze de acuzații. Cazul Bomposa a ajuns în cele din urmă în fața unei comisii senatoriale de anchetă. Atunci când unul dintre polițiști decide să-l omoare pe Bomposa pentru a răzbuna moartea iubitei sale, șeful său, locotenentul Charlie Congers, îl descurajează, spunându-i că poliția ar trebui să acționeze legal pentru a-l putea prinde pe mafiot. Bomposa decide totuși să nu riște, iar polițistul este grav rănit în urma unei explozii atunci când mașina sa este aruncată în aer.
FBI-ul îl convinge pe locotenentul Congers să colaboreze neoficial la prinderea lui Bomposa, iar detectivul este trimis în Elveția ca să o aducă înapoi pe iubita gangsterului, Jackie Pruitt, pentru a oferi informații anchetatorilor și a depune mărturie împotriva iubitului ei. În acest timp, Bomposa este convins de asociați și de avocatul său că iubita sa urmează să-l trădeze și acceptă să angajeze un asasin italian care să o elimine în schimbul sumei exorbitante de 1 milion de dolari. Congers reușește să o extragă pe Jackie din cabana montană unde se afla sub supravegherea oamenilor lui Bomposa și pornește împreună cu ea către Geneva, unde erau așteptați de agenții FBI. El trebuie să-i asigure siguranța și să o protejeze de atacurile mafiei. Pe urmele lor se află asasinul italian Vittorio Faroni și oamenii lui Bomposa, conduși de Richie Huntz. Congers scapă de sub urmărirea mafioților și își continuă drumul către Geneva pe jos, cu trenul, telecabina, funicularul, tractorul și barca, reușind să evite câteva încercări de asasinat și să ajungă în orașul Montreux.
Vittorio Faroni și oamenii lui Bomposa îi ajung din urmă pe Congers și Jackie la Montreux și pregătesc un plan pentru prinderea lor. Dându-și seama că sunt urmăriți, detectivul îi atrage în cursă pe oamenii lui Bomposa și îi ucide pe rând, apoi urcă împreună cu Jackie pe feribotul care mergea către Geneva. Cei doi fugari, care se îndrăgostiseră unul de altul pe drum, fac dragoste pe feribot, iar detectivul își dă seama că Jackie nu știe prea multe despre afacerile lui Bomposa și nu ar putea furniza informații utile FBI-ului. Ajunși la Geneva, Congers și Jackie sunt abordați de agenții FBI, care îl informează pe detectiv că o vor prelua ei pe Jackie, deoarece cazul a intrat oficial sub jurisdicția guvernului SUA. Cei doi fugari se îmbrățișează înainte de a se despărți definitiv, iar în acest timp Richie Huntz o împușcă de la distanță pe Jackie și este ucis la rândul său de agenții FBI.
Andy Minton, șeful grupului de agenți FBI care se ocupă de cazul Bomposa, îi cere lui Congers să nu întreprindă nimic împotriva lui Bomposa, deoarece cazul a atras deja atenția guvernului, care vrea să găsească un țap ispășitor pentru eșuarea acțiunii. În acest timp, Bomposa dispune asasinarea lui Faroni, pe care-l consideră vinovat pentru moartea lui Jackie. Cu toate acestea, Congers nu se descurajează și decide să ia dreptatea în propriile mâini: îl îneacă în piscină pe avocatul Louis Monk, care intermediase angajarea lui Faroni, și apoi livrează un sicriu, flori, un bilet prevestitor „Love and Bullets, Charlie” și o bombă la conacul lui Bamposa, ucigându-l pe șeful mafiot și pe asociații săi apropiați.

## Distribuție
- Charles Bronson — locotenentul de poliție Charlie Congers[7]
- Jill Ireland⁠(d) — Jackie Pruit, iubita mafiotului Bomposa[7]
- Rod Steiger — Joseph („Joe”) Bomposa, șef mafiot[7]
- Henry Silva⁠(d) — Vittorio Faroni, asasinul plătit italian angajat de Bomposa[7]
- Strother Martin — Louis Monk, avocatul lui Bomposa[7]
- Bradford Dillman⁠(d) — Jim Brickman, agent FBI[7]
- Michael V. Gazzo — Lobo, omul lui Bomposa racolat de FBI[7]
- Paul Koslo⁠(d) — Richie Huntz, asasinul din serviciul lui Bomposa[7]
- Val Avery — Caruso, asociat al lui Bomposa[7]
- Sam Chew Jr.⁠(d) — Sam Cook, agent FBI (menționat Sam Chew)[7]
- Billy Gray⁠(d) — Durant, polițistul ucis de mafioți (menționat William Gray)
- Jerome Thor⁠(d) — șeful comisiei senatoriale de anchetă a afacerilor lui Bomposa
- Joseph Roman⁠(d) — medicul legist[7]
- Albert Salmi⁠(d) — Andy Minton, șeful grupului de agenți FBI care se ocupă de cazul Bomposa[7]
- John Hallam⁠(d) — Cerutti, omul de încredere al lui Faroni
- Sidney Kean — Machoni, om de încredere al lui Bomposa (menționat Sidney Keene)
- Richard Graydon⁠(d) — Antonio, om de încredere al lui Bomposa
- Alan Bryce — Freddo, om de încredere al lui Bomposa
- Robin Clarke⁠(d) – George, agent FBI
- Andy Romano⁠(d) – Marty, agent FBI
- Lorraine Chase⁠(d) — iubita lui Faroni
- Raynold Gideon — Ray, asociat al lui Bomposa
- Ramon Chavez — polițistul mexican
- Rik Colitti — Carlo, servitorul lui Bomposa[7]
- Joe Bellucci — Alibisi, asociat al lui Bomposa[7]
- Ray Le Fre — mafiot #1 (menționat Ray Le Fré)
- Richard Brose⁠(d) — mafiot #2
- Lon Carli — mafiot #3
- Karen Wyeth — stewardesa
- James Keane⁠(d) — medicul

## Producție
Presa americană a anunțat în anul 1977 că John Huston va regiza filmul Love and Bullets, după un scenariu scris de Wendell Mayes⁠(d), care era scenaristul filmului de succes Death Wish⁠(d) (Justițiarul), cu Charles Bronson în rolul arhitectului justițiar Paul Kersey. Producția filmului urma să fie finanțată de compania britanică ITC Entertainment a lui Lew Grade⁠(d). Martorul știe mai mult făcea parte dintr-o listă de filme cu un buget total de 97 de milioane de dolari pe care Grade urma să le producă și care mai includea The Legend of the Lone Ranger⁠(d), Movie Movie⁠(d) (intitulat inițial Double Feature), Băieții din Brazilia, Raise the Titanic⁠(d), un film omonim după romanulThe Golden Gate⁠(d) al lui Alistair MacLean (care nu a fost niciodată realizat), Evadare din Atena, Muppets la Hollywood și Road to the Fountain of Youth cu Bing Crosby și Bob Hope (care, de asemenea, nu a fost niciodată realizat). Filmările la Love and Bullets – intitulat în acea vreme Love and Bullets, Charlie – urmau să înceapă pe 3 noiembrie 1977 în orașul Managua din Nicaragua. În această etapă, John Huston s-a îmbolnăvit și a fost înlocuit ca regizor de Stuart Rosenberg⁠(d).

## Recepție

### Răspuns critic
Criticul Roger Ebert de la Chicago Sun-Times a acordat filmului o stea și jumătate din patru și a scris: „Martorul știe mai mult este un talmeș-balmeș extrem de confuz de urmăriri, asasinate, întâlniri și despărțiri enigmatice și de scene interpretate insuportabil de exagerat de Steiger care alternează cu scene interpretate îngrijorător de reținut de Bronson. [...] Totul este șablon și nu are intrigă, ceea ce este bine pentru un jurnal de călătorie, dar nu atât de atrăgător pentru un thriller. Există atât de puțin dialog încât începem să bănuim că este intenționat: cuvintele din acest film au fost reduse la minimum pentru a-l face mai ușor de dublat pentru piața internațională?” Janet Maslin⁠(d) de la The New York Times a scris: „Domnișoara Ireland, de origine britanică, nu are succes în încercarea de a-și însuși un accent țărănesc și, ca prezență comică, ea este complet pe dinafară. Cu toate acestea, ea și domnul Bronson se apropie unul de celălalt cu o ușurință fascinantă, care ar fi chiar mai fascinantă dacă nu ar fi singurul punct forte al filmului. Domnul Bronson devine din ce în ce mai sigur pe sine cu fiecare film nou, dar Martorul știe mai mult este prea stângaci pentru a-l pune prea mult în valoare.”.
O recenzie apărută în revista Variety a consemnat: „Există peste tot indicii ale unor caracterizări mai precise și ale unor relații mai puțin superficiale, dar acestea sunt îngreunate de dialoguri neambițioase și de situații banale repetate”. Gene Siskel de la Chicago Tribune a dat filmului două stele din patru și l-a numit „un film de urmărire foarte plictisitor”, care „funcționează doar ca jurnal de călătorie pentru stațiunile de schi elvețiene și ar fi fost îmbunătățit considerabil dacă ar fi conținut subtitluri care să identifice cabanele luxoase pe care le-au ocupat Bronson și Ireland”. Kevin Thomas de la Los Angeles Times a numit filmul „un exemplu de producție familiară distractivă printr-un scenariu decent, o regie tensionată și interpretări solide ale lui Charles Bronson, Jill Ireland și Rod Steiger”. Richard Combs de la The Monthly Film Bulletin⁠(d) a scris: „Martorul știe mai mult ar putea să nu fie cel mai rău, dar este un exemplu relativ dezamăgitor al modelului de divertisment al lui Lew Grade: pe măsură ce locurile de filmare, costurile de producție și scenele clișeistice se înmulțesc, acțiunea arată din ce în ce mai mult ca o poveste fără cap și fără coadă în căutarea disperată a unui rost, iar actorii sunt lăsați să-și facă treaba pe măsură ce personajele lor se dezintegrează.”.